# Панченки (Сумський район)
Па́нченки — село в Україні, у Лебединській міській громаді Сумського району Сумської області. Населення становить 47 осіб. До 2020 орган місцевого самоврядування — Гарбузівська сільська рада.

## Географія
Село Панченки знаходиться неподалік від витоків річок Вільшанка і Ревки. Примикає до села Харченки, за 1 км від села Гарбузівка і Стеблянки. Поруч проходить залізниця, станція Гарбузівка за 3 км.

## Історія
12 червня 2020 року, відповідно до Розпорядження Кабінету Міністрів України № 723-р «Про визначення адміністративних центрів та затвердження територій територіальних громад Сумської області» увійшло до складу Лебединської міської громади.
19 липня 2020 року, після ліквідації Лебединського району, село увійшло до Сумського району.